# Montes de Valdueza
Montes de Valdueza ist ein nordspanischer Ort mit etwa 30 Einwohnern in der Gemeinde (municipio) von Ponferrada in der Provinz León in der Autonomen Gemeinschaft Kastilien-León.

## Lage
Der Ort Montes de Valdueza liegt in den oberen Regionen des Bierzo-Tales in einer Höhe von etwa 1000 Metern ü. d. M. in der Nähe eines kleinen Nebenflusses des Río Oza. Die Entfernung nach Ponferrada beträgt etwa 27 Kilometer (Fahrtstrecke) in nördlicher Richtung. In südwestlicher Richtung liegt der nur 6 Kilometer entfernte Ort Peñalba de Santiago.

## Bevölkerungsentwicklung
| Jahr      | 2000 | 2010 | 2014 |
| Einwohner | 22   | 32   | 34   |

Im 19. Jahrhundert lag die Einwohnerzahl der Gemeinde meist bei etwa 100 Personen. Die meisten Bewohner sind verstorben oder abgewandert, doch haben einige Neusiedler hier ein Ferienhaus oder einen Alterssitz erworben.

## Wirtschaft
Die Bewohner der Gemeinde lebten jahrhundertelang hauptsächlich als Selbstversorger von den Erträgen ihrer kleinen Felder und auch von ein wenig der Viehzucht. In den letzten Jahrzehnten des 20. Jahrhunderts ist der Tourismus als Einnahmequelle hinzugekommen; einige der leerstehenden Häuser werden als Ferienwohnungen (casas rurales) vermietet.

## Geschichte
Bereits um das Jahr 635 gründete der westgotische Abt und spätere Bischof Fructuosus von Braga hier ein Kloster, welches jedoch wahrscheinlich bereits ein Jahrhundert später von den Mauren zerstört wurde. Im Zuge der Rückeroberung (reconquista) und Wiederbesiedlung (repoblación) wuchs um das wiederbelebte Kloster ein kleiner Ort heran. Im 19. Jahrhundert wurde das bereits teilweise verfallene Kloster aufgelöst (desamortisatión)

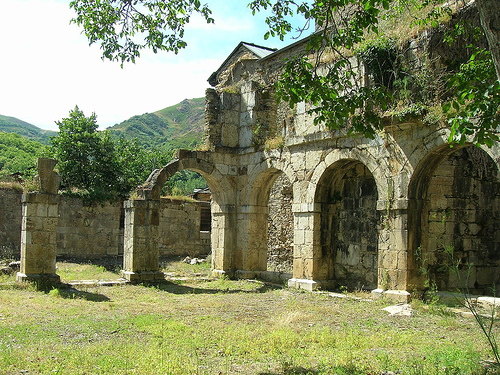
Kreuzgang

## Sehenswürdigkeiten
- Die aus Bruchsteinen errichteten Häuser des Ortes haben nur wenige kleine Fenster, aber die meisten der zweigeschossigen Häuser verfügen über einen hölzernen Balkon.
- Die dreischiffige Klosterkirche wurde seit den 1990er Jahren restauriert, so dass sie wieder gefahrlos betreten werden kann. In ihr befinden sich zwei Altarretabel des 17. und 18. Jahrhunderts. Letzteres hat seitliche gedrehte Säulen im churrigueresken Stil des Spätbarock.
- Die Klostergebäude inklusive des in strengen Formen im 16. Jahrhundert neugestalteten Kreuzgangs sind größtenteils verfallen.